# Stadion Vladimíra Dostála
Stadion Vladimíra Dostála – stadion piłkarski w Ołomuńcu (w dzielnicy Holice), w Czechach. Został wybudowany w latach 1956–1959. Może pomieścić 2900 widzów, z czego 2600 miejsc jest siedzących. Swoje spotkania rozgrywają na nim piłkarze klubu 1. HFK Olomouc.
Stadion w Holicach (dawniej samodzielna miejscowość, obecnie część Ołomuńca) został wybudowany w latach 1956–1959. W 1985 roku obiekt przeszedł remont. W latach 2000–2003 przeprowadzono gruntowną modernizację stadionu, w ramach przeprowadzonych prac wybudowano m.in. nowe, zadaszone trybuny wzdłuż boiska, po obu jego stronach. W 2006 roku wybudowano także trybunę za bramką od strony południowej. W latach 2000–2009 (z przerwą w sezonie 2004/2005) grający na obiekcie piłkarze 1. HFK Olomouc występowali w II lidze. Od 1 lipca 2019 roku stadion nosi imię Vladimíra Dostála, prezesa 1. HFK Olomouc w czasach największych sukcesów klubu.